# Dick Ploog
Richard Francis "Dick" Ploog (27 de novembro de 1936 — 14 de julho de 2002) foi um ciclista australiano que competia em provas de pista.
Nos Jogos Olímpicos de Verão de 1956 em Melbourne, ele conquistou uma medalha de bronze na prova de velocidade, atrás de Michel Rousseau e Guglielmo Pesenti.